# 24-я гвардейская механизированная бригада
24-я гвардейская механизированная бригада — воинское формирование бронетанковых и механизированных войск Рабоче-крестьянской Красной армии времён Великой Отечественной войны, позднее мотострелковых войск Советской армии времён Холодной войны.
Сокращённое наименование — 24 гв. мехбр.

## Полное наименование
24-я гвардейская механизированная Нежинская ордена Красной Звезды бригада

## История
Ведёт историю от 18-й мотострелковой бригады 18-го танкового корпуса. 
1 октября 1942 года преобразована в 18-ю механизированную на основании Приказа НКО № 0404 от 26.07.1943 г. и Директивы ГШ КА № Орг/3/138087 от 15.08.1943 г. и передана в состав 2-го механизированного корпуса.
23 октября 1943 года преобразована в 24-ю гвардейскую механизированную бригаду в составе 7-го гвардейского механизированного корпуса. Войну бригада прошла в составе 18-го танкового и 2-го механизированного (7-го гвардейского) корпусов.
После окончания ВОВ, в 1945 году 24-я гвардейская механизированная бригада переформирована в 24-й гвардейский механизированный полк в составе 7-й гвардейской механизированной дивизии.
17 мая 1957 года 24-й гвардейский механизированный полк переформирован в 83-й гвардейский мотострелковый полк (в/ч 60375) в составе 11-й гвардейской мотострелковой дивизии.
В апреле 1958 года полк передан в состав 19-й мотострелковой дивизии, оставшись в ГДР, тогда как остальная 11-я гвардейская мотострелковая дивизия была передислоцирована в г. Смоленск.
На момент расформирования Западной группы войск полк (в/ч 60375) находился в составе 35-й мотострелковой дивизии 20-й гвардейской общевойсковой армии. Пункт постоянной дислокации — г. Крампниц (ГДР). На вооружении полка находилось 29 Т-80, 143 БМП (53 БМП-2, 84 БМП-1, 6 БРМ-1К), 18 2С1, 18 2С12, 9 БМП-1КШ, 3 ПРП-3/-4, 3 РХМ, Р-145БМ, 3 ПУ-12, 3 МТ-55А, 7 МТ-ЛБТ.
83-й полк был выведен в Приволжско-Уральский военный округ в г. Чебаркуль и расформирован в апреле 1992 года.

## Состав

### 1945 год
Состав (штаты №№ 010/420 - 010/431, 010/451, 010/465):
- Управление бригады (штат № 010/420);
- 1-й мотострелковый батальон (штат № 010/421);
- 2-й мотострелковый батальон (штат № 010/421);
- 3-й мотострелковый батальон (штат № 010/421);
- 13-й танковый полк (штат № 010/465);
- Миномётный батальон (штат № 010/422);
- Артиллерийский дивизион (штат № 010/423);
- Рота ПТР (штат № 010/424);
- Рота автоматчиков (штат № 010/425);
- Разведывательная рота (штат № 010/426);
- Рота управления (штат № 010/427);
- Рота техобеспечения (штат № 010/428);
- Инженерно-минная рота (штат № 010/429);
- Автомобильная рота (штат № 010/430);
- Медико-санитарный взвод (штат № 010/431);
- Зенитно-пулемётная рота (штат № 010/451).

## Командиры
- 26.07.1943—19.06.1944 — Максимов, Владимир Константинович, полковник;
- 20.06.1944—10.06.1945 — Дежуров, Илья Михайлович, полковник.[3]

## Награды
- Почётное наименование «Нежинская» — Приказ ВГК от 15.09.1943 за успешные бои за освобождение города Нежин в ходе Черниговско-Припятской операции.
- Орден Красной Звезды — Указ Президиума ВС СССР от 05.04.1945. За образцовое выполнение заданий командования в боях с немецкими захватчиками при форсировании реки Одер северо-западнее города Бреслау и проявленные при этом доблесть и мужество.[3]

## Герои Советского Союза
- Грошев, Дмитрий Николаевич, гвардии младший сержант, наводчик противотанкового ружья отдельной роты противотанковых ружей. Звание присвоено посмертно.
- Киселёв, Рафаил Алексеевич, старший лейтенант, командир танковой роты 13 танкового полка.Умер от ран 29 сентября 1943 года.
- Максимов, Владимир Константинович, гвардии полковник, командир бригады. Погиб в бою 19 апреля 1945 года.
- Свидинский, Владимир Иванович, гвардии младший лейтенант, командир роты мотострелкового батальона. Погиб в бою 25 марта 1945 года.
- Сопляков, Михаил Игнатьевич, гвардии старший лейтенант, заместитель командира 2-го мотострелкового батальона.
- Фуковский, Александр Васильевич, гвардии лейтенант, командир миномётной роты.